# Bimeria fluminalis
Bimeria fluminalis is een hydroïdpoliep uit de familie Bougainvilliidae. De poliep komt uit het geslacht Bimeria. Bimeria fluminalis werd in 1915 voor het eerst wetenschappelijk beschreven door Annandale. 